# Glidande medelvärde

Glidande medelvärde

Glidande medelvärde är en metod att skapa en serie av medelvärden från en given mängd av värden.  Ett vanligt sätt är att bilda medelvärdet av alla värden i ett visst tidsintervall, ett fönster, så att medelvärdet kan förändras när fönstret flyttas, eller glider, framåt eller tillbaka i tiden. Detta kallas för ett enkelt glidande medelvärde.
Glidande medelvärden används bland annat inom värdepappershandel för att illustrera trender. Vanliga värden är 20, 50 och 200 dagars enkla glidande medelvärden. Inom teknisk analys menas ibland att det är en köp- eller säljsignal när ett medelvärde med snävare fönster skär ett med ett vidare tidsintervall.
Då glidande medelvärden används inom signalbehandling sägs de vara ett filter av typen finite impulse response.

## Definition
För att beräkna ett glidande medelvärde (moving average) behandlas data som ligger {\displaystyle n} tidsenheter tillbaka i tiden. Antag att en aktiekurs beskrivs av en stokastisk variabel {\displaystyle P(t)} och vid en given (passerad) tidpunkt är priset {\displaystyle p(t)}. Om tiden vid det givna tillfället är {\displaystyle t_{i}} och {\displaystyle k(j)} är vikten {\displaystyle j} tidsenheter bakåt (anpassad så att summan av vikterna blir ett), så blir bakåtsummeringen
{\displaystyle GM(P(t_{k}),n)=\sum _{j=0}^{n}k(j)\cdot p(t_{i-j})}

## Viktat glidande medelvärde

Vikterna i ett aritmetiskt viktat glidande medelvärde, n=15

I ett viktat glidande medelvärde får data från olika tidpunkter i intervallet olika stort inflytande på resultatet, det vill säga de ges olika vikt. Ett vanligt sätt är att i ett fönster med {\displaystyle n} tidpunkter multiplicera värdet från den senaste tidpunkten med {\displaystyle n}, det föregående med {\displaystyle n-1}, det dessförinnan med {\displaystyle n-2} och så vidare, summera alltihop och dividera med en konstant som kompenserar för vikterna.
För att skatta en trend med längden {\displaystyle n} använder man ofta ett fönster, som är {\displaystyle n+1} långt och där det första och sista elementet är {\displaystyle 1/(2n)} och resten {\displaystyle 1/n}.  

## Exponentiellt glidande medelvärde

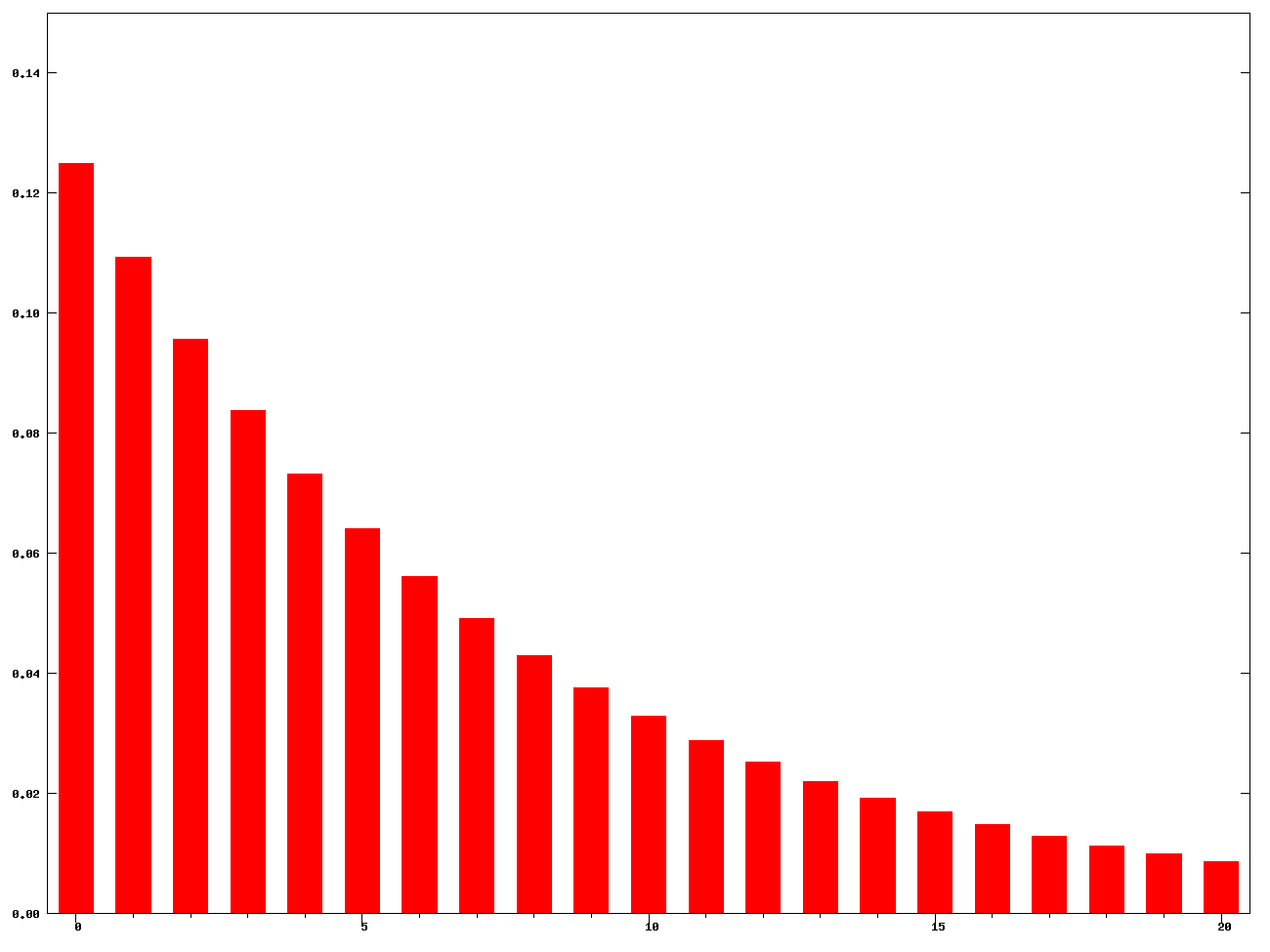
De femton första vikterna i ett exponentiellt glidande medelvärde

Exponentiellt glidande medelvärde, även kallat EWMA (Exponentially Weighted Moving Average) är ett sätt att ge mycket stark vikt åt de närmaste tidpunkterna, utan att för den skull helt ignorera något av de äldre värdena. Vikterna avtar exponentiellt, vilket innebär att bidragen från avlägsna tidpunkter blir försumbara. Även om det i princip inte finns någon gräns för hur många termer som ska tas med, så räcker det i praktiken med ett begränsat antal.